# De tv-beelden
De tv-beelden (wörtlich: „Fernseh-Bilder“ bzw. „TV-Bilder“) war ein, von 2013 bis 2017 jährlich in der ersten Märzwoche vergebener, Fernsehpreis in den Niederlanden. Vergleichbar dem Emmy Award in den USA wurde auch er branchenintern durch andere Fernsehschaffende vergeben.

## Geschichte
Der Fernsehpreis tv-beelden ist ein Nachfolger des Preises Gouden Beelden, der von 1996 bis 2006 vergeben wurde und des Beeld en Geluid Award, der sich von 2011 bis 2012 anschloss. Beide Preise wurden vom Nederlands Instituut voor Beeld en Geluid initiiert. Ebenso wie heute die Auszeichnung tv-beelden, welche 2013 erstmals verliehen wurde. Zunächst allerdings nur in einer Kategorie: „Bestes neue Format“ (Beste nieuwe format) und ging an die Ratesendung De Kwis.

## Kategorien
In den folgenden Jahren wurden die Kategorien deutlich erweitert.

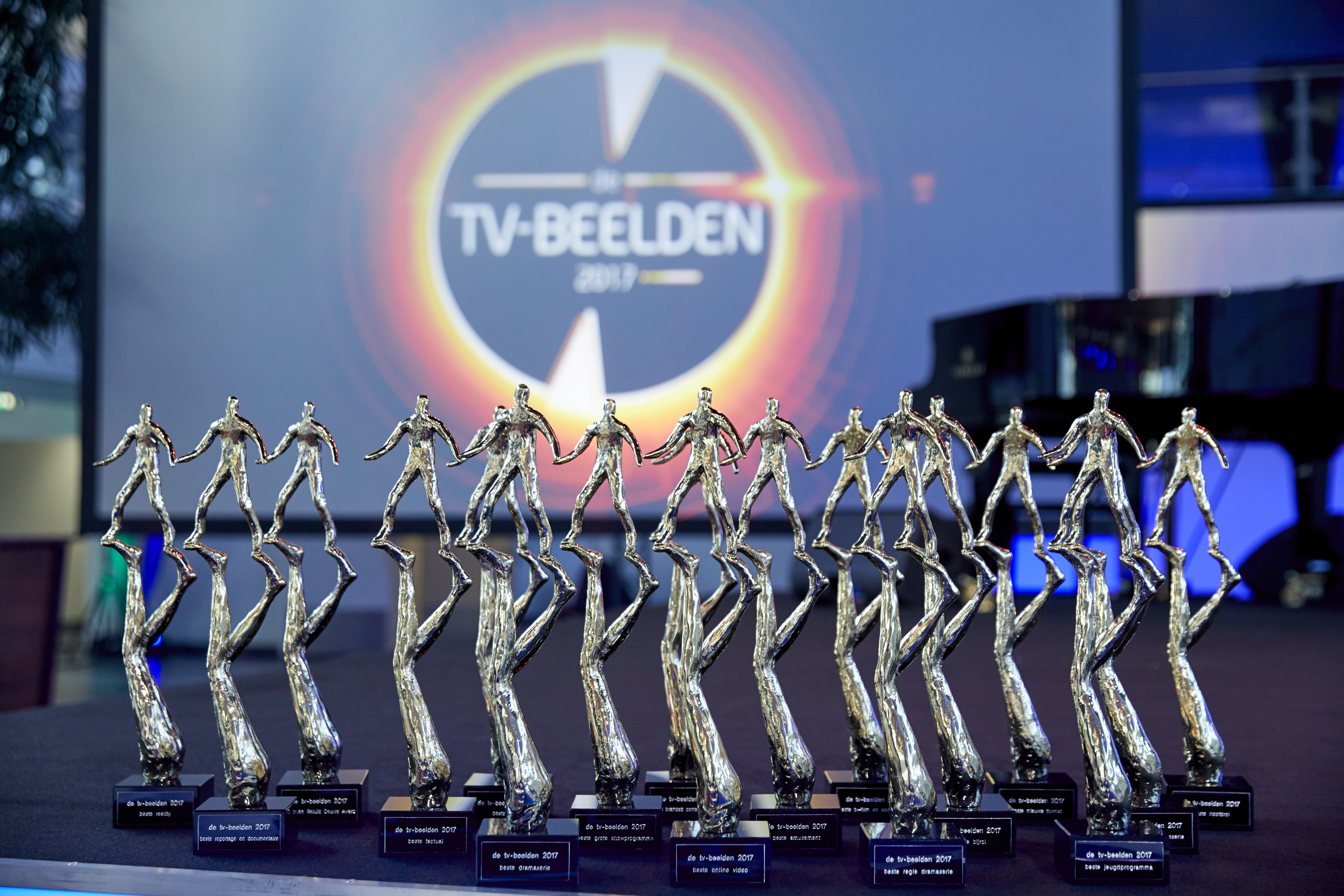
Fernsehpreise tv-beelden (fast alle Kategorien), 2017

So wurde der Preis auch in folgenden Klassen vergeben:
- Beste amusement
- Beste grote showprogramma
- Beste reality
- Beste jeugdprogramma (Jugendsendung)
- Beste actuele programma
- Beste reportage en documentaire(programma)
- Beste dramaserie
- Beste hoofdrol (Hauptrolle)
- Beste bijrol (Nebenrolle)
- Beste second screen concept
- Beste 'made for web'
- Beste sponsorfit (Werbefilm)
- Beste presentator (Moderator)
- (Beeld en geluid) œuvre award
- Beste online Video
- Beste app
- Beste branded content concept
- Beste tv-film en korte serie
- Beste script voor een dramaserie

Die Sieger der verschiedenen Kategorien wurden von den Fachjurys bestimmt, die vom Juryvorsitzenden Boris van der Ham geleitet wurden. Eine Sendung musste im vorangegangenen Kalenderjahr ausgestrahlt worden sein, um sich für einen der Preiskategorien zu qualifizieren. Programme konnten in mehreren Kategorien angemeldet werden. Für jede Kategorie galten spezifische Registrierungsanforderungen.
Die Trophäe selbst wurde von der Amsterdamer Künstlerin Iris Le Rütte (* 1960) gestaltet.

## Preisträger
Über die Jahre von 2014 bis 2017 konnten sich neben vielen anderen Preisträgern Künstler wie Pierre Bokma, Jacob Derwig, John de Mol, Linda de Mol, Chantal Janzen, Paul de Leeuw, Noortje Herlaar  oder Sendungen wie The Voice of Holland, Wie is de Mol? und Goede tijden, slechte tijden über den Fernsehpreis tv-beelden freuen.